# Octave François Charles Didelot
Pour les articles homonymes, voir Didelot.
Octave François Charles, baron Didelot (Paris, 2 décembre 1812 - Kervaly, 27 septembre 1886), est un officier de marine français.

## Biographie
Fils de François Charles Luce Didelot, il entre dans la Marine par le concours direct en octobre 1829. Aspirant de 1re classe (juillet 1831), il sert en Méditerranée et au Levant sur l' Iphigénie puis sur le Génie (1832) et le Finistère (1833).
Enseigne de vaisseau (janvier 1834) sur la Diligente (en) à la station des côtes d'Espagne et d'Afrique du Nord (1834-1836), il passe en 1837 sur l' Allier à la division des Antilles puis sur la Sabine (1838-1839).
En 1840, second du Dupetit-Thouars à la station des côtes d'Espagne, il réussit une mission délicate à Barcelone où il était chargé d'obtenir la restauration de deux navires marchands français qui avaient été saisis par les carlistes.
Lieutenant de vaisseau (décembre 1841), il embarque sur le Scipion en escadre d'évolutions puis sert sur la Cléopâtre et sur l' Érigone à la division des mers de Chine. En juin 1844, il devient aide de camp du ministre puis est promu capitaine de frégate en septembre 1846 et second de la frégate à vapeur Caffarelli en janvier 1848.
Il commande ensuite l' Ulloa puis le Hussard à la station du Brésil et de La Plata et se distingue lors des événements qui agitent l'Argentine, et en particulier Buenos Aires en 1850-1851. En juin 1853, il est nommé capitaine de vaisseau et commande la frégate à vapeur Darien dans l'escadre de la Baltique lors de la Guerre de Crimée. Il participe aussi à la prise de Bomarsund (1854) et contribue au sauvetage du vaisseau Austerlitz échoué.
Il passe ensuite à la tête du Prince-Jérôme, le 1er septembre 1854 qui est armé pour des essais à effectif réduit à 140 hommes, puis le 7 novembre à effectif complet, et atteint la vitesse de 10 nœuds lors des essais de vitesse le 14 novembre 1854 . Le 6 décembre 1854 il appareille de Lorient à destination de Toulon où il fait effectuer la réparation du coussinet arrière porte -hélice . Du 7 au 26 février 1855 le Prince Jérôme est utilisé comme transport de Toulon à Constantinople en mer Noire et à cette occasion remorque  l' Hercule. Du 4 au 5 mars 1854 il fait le trajet Constantinople à la baie de Kamiesch en Crimée, toujours avec sa remorque, et revient à Constantinople le 14 mars et à Toulon le 4 avril 1855. Le 7 juin il effectue un nouveau transport de troupes de Toulon à Constantinople et relâche à Kamiesch le 19 juin, avant de rentrer en France avec une escale au Pirée en Grèce le 30 juin et une arrivée à Toulon le 13 juillet 1855, et effectuer des réparations nécessaires sur les cylindres. Il quitte Toulon le 12 août 1855 en direction d'Alger emportant outre du matériel, 1 250 soldats, et 100 condamnés. Il repart le 18 et arrive à Toulon le 20 août. La semaine suivante il appareille pour Constantinople ou il arrive le 7 septembre 1855 avec 1 336 soldats, des munitions après une escale à Malte le 31 août. A son retour à Toulon le 5 octobre, il entre au bassin pour une visite qui aboutira à enlever l'arbre porte-hélice. Le Loire, est sorti provisoirement du bassin pour laisser la place au navire de ligne Charlemagne. Il sortira pour une série d'essais le 7 février 1856, mais connaîtra une avarie de machines à son arrivée à Kamiesch le 9 avril 1856. Il repart le 17 avril emmenant 1 200 zouaves à Alger. ou il arrive le 8 mai 1856. Il part pour Malte du 15 au 17 mai, fait une escale au port du Pirée le 24 mai, et arrive à Kamiesch le 30 mai embarquant 1 213 soldats à destination de Marseille où il arrive le 19 juin, et repart le lendemain pour Toulon. Le 2 septembre 1856 son bâtiment escorte le roi Pierre V du Portugal, aux régates de Paço de Arcos, relevé par l'Austerlitz, Didelot et son navire quitte Lisbonne le 30 octobre à destination de Brest le 4 novembre où il entre en carénage. Réarmé le 25 février 1857, il quitte Brest à destination de Toulon le 28 mai 1857. Il va effectuer quatre sorties pour des exercices avec l'escadre aux Salins, à côté d'Aigues-Mortes entre le 23 juin et le 5 août 1857. Au mouillage à la Goulette en Tunisie le 31 août et à Barcelone le 18 septembre, il effectue du 7 au 21 octobre 1857 le voyage de Toulon à Brest avec la 2e Division comprenant l' Austerlitz, l' Ulm, et le Tourville, un navire de ligne de 90 canons à hélice lancé en 1853.
Puis il commande l'Andromède à la station des côtes occidentales d'Amérique (1858). Il fait en 1860 campagne dans la Pacifique, commande la Junon et la division des côtes occidentales d'Afrique (1861) et exerce en même temps les fonctions de commandant supérieur des comptoirs de Côte de l'Or et du Gabon.
Membre du Comité hydrographique et du Conseil des travaux (mai 1861) ainsi que de la Commission chargée de l'étude des questions concernant l'organisation des bâtiments en réserve, il est nommé contre-amiral en mai 1863.
En 1864, il est chargé d'une mission relative à l'artillerie à Cherbourg qui lui vaut un témoignage de satisfaction. Il entre en février de cette année-là au Conseil d'amirauté puis commande l'année suivante la division des Antilles et de Terre-Neuve avec pavillon sur la Thémie. Commandant d'une division de l'escadre de Méditerranée (1870), il est nommé préfet maritime de Toulon en octobre 1870.
Vice-amiral (janvier 1871) et préfet maritime de Brest, il est le président en juillet 1873 du Conseil des travaux. Il siège aussi à la Commission de défense des côtes et prend sa retraite en décembre 1877.
Il est le père de Charles François Édouard Didelot.

## Récompenses et distinctions
- Chevalier (17 octobre 1844), officier (15 septembre 1854), commandeur (12 août 1860) puis grand officier de la Légion d'honneur (9 mars 1867).